# 彩鹬科
彩鹬科（学名：Rostratulidae）是鸟纲鸻形目中的一个科，其下有彩鹬属（Rostratula）及半领彩鹬属（Nycticryptes），包括三种，与鹬相似，但毛色更为亮丽。

## 分类
共計兩屬三種，分別為：

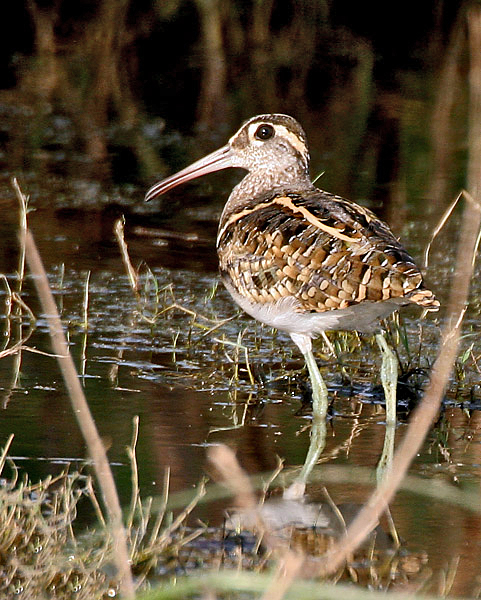
印度的大彩鹬

- 大彩鹬或直稱作彩鹬及孟加拉彩鹬（Rostratula benghalensis）分布在非洲、印度和东南亚的沼泽地区；
- 澳洲彩鹬（Rostratula australis）分布在澳大利亚，数量十分稀少；
- 半领彩鹬（Nycticryptes semicollaris）分布在南美南部的草地沼泽区。

## 註解
1. ↑  「鹬」，拼音：yù，注音：ㄩˋ，音同「玉」[1]